# Bolivaritettix chongqingensis
Bolivaritettix chongqingensis är en insektsart som beskrevs av Zheng, Z. och F-m. Shi 2002. Bolivaritettix chongqingensis ingår i släktet Bolivaritettix och familjen torngräshoppor. Inga underarter finns listade i Catalogue of Life.